# 旺沙玛珠
旺沙玛珠是马来西亚吉隆坡的城镇与国会选区，毗邻文良港、美拉蒂花园及雪兰莪州鹅唛。作为吉隆坡主要卫星市之一，该区以多元社区与完善设施著称。

## 历史

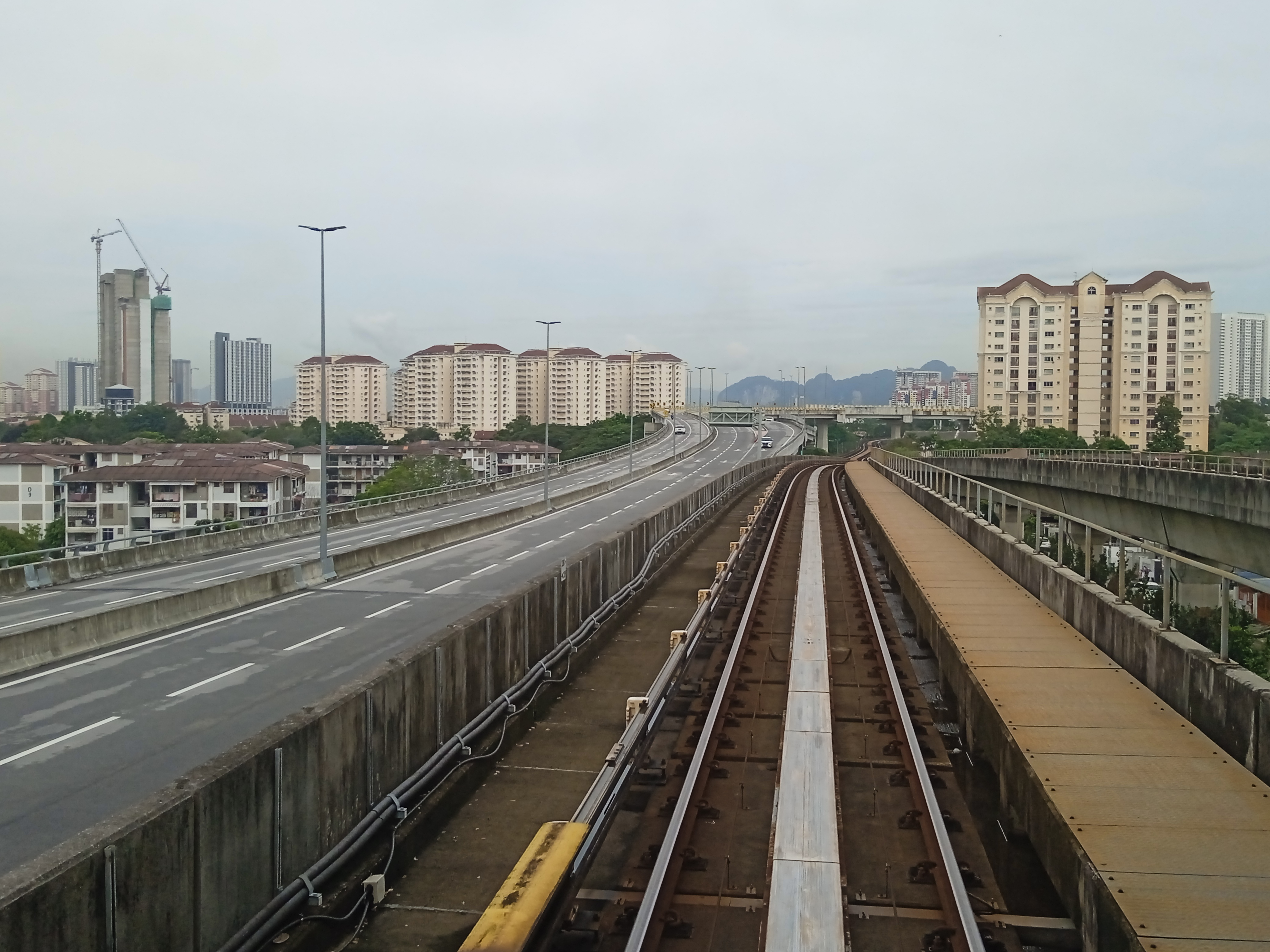
2023年旺沙玛珠格拉那再也线轨道

旺沙玛珠于1984年吉隆坡建市十周年之际正式开发，前身为1900年代至1980年代存在的"霍索登"（Hawthornden）橡胶园。作为吉隆坡市政局继1975年敦拉萨镇后主导开发的第二个新市镇，其规划模式为后续冼都与武吉加里尔的新区建设奠定基础。该项目由市政局与本地企业Paremba Berhad联合推进。
该区住宅以中低收入群体为主，市政局兴建的组屋租金低于八打灵再也等私营房产，为更多家庭提供置业机会。联合开发项目中多数房屋直接面向公众销售，少量保留作为城市更新拆迁户的安置房源。
原规划名称"蒂蒂旺沙新城"（Bandar Baru Titiwangsa Maju）后简化为现名，现辖第1、2、4、5、6及10区，其中第3、7、8、9区编号空缺。早期分区图以"R"标识不同区域，推测指代居住（Residence）区块。
随着拉曼理工大学（TAR UMT）与拉曼大学分校（UTAR）的设立，该区成为两校学生主要居住地。2021年5月，市政局宣布将第1区打造为吉隆坡首座零碳社区，重点建设人行步道、自行车道与都市农场，更新老旧基础设施。

## 基础设施

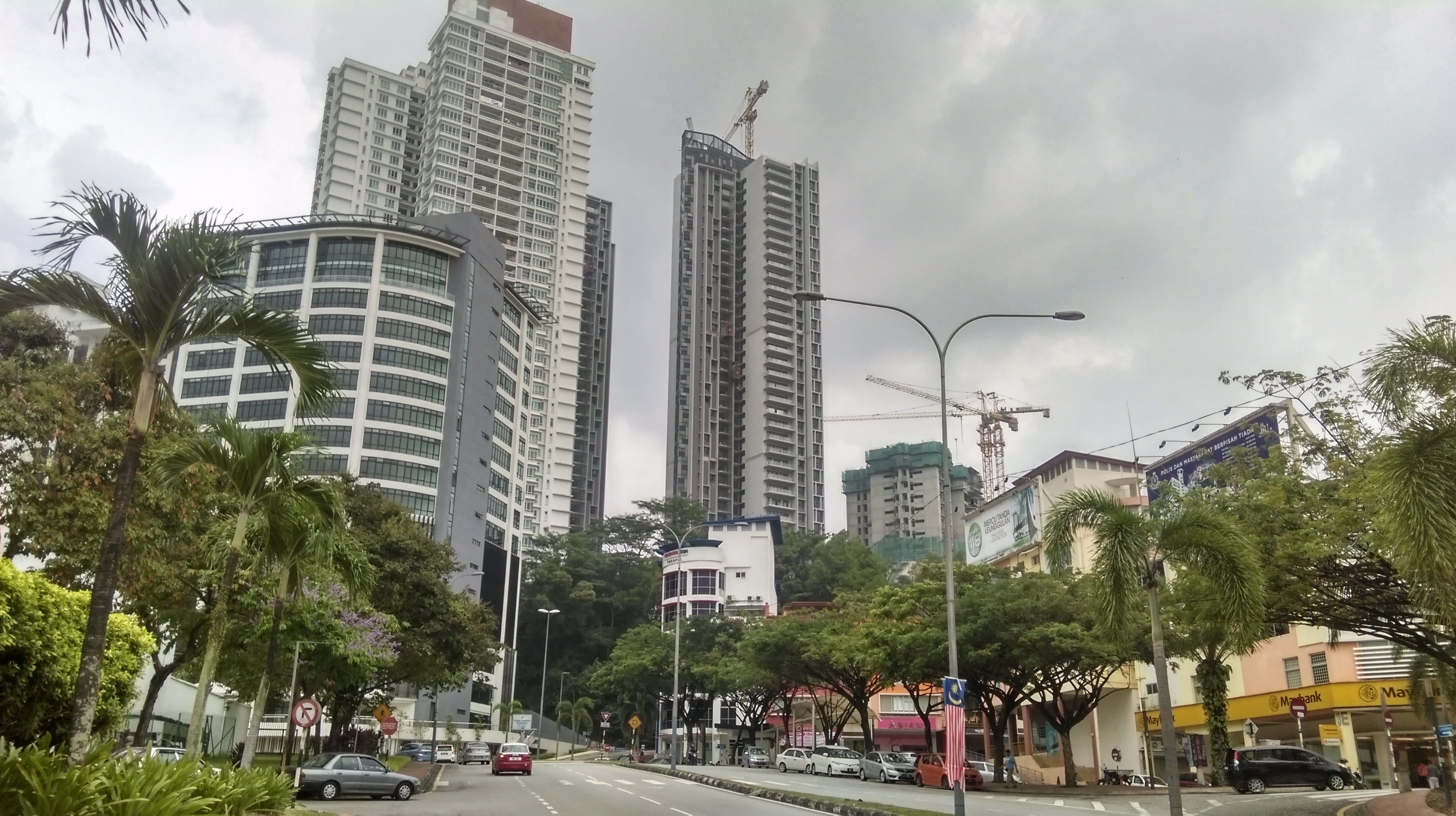
旺沙玛珠商业区旺沙连廊

旺沙玛珠包含第1至10区，涵盖旺沙美拉华蒂、南北花园、大红花花园等多个住宅区。区内设有马来西亚陆路交通局旺沙玛珠分局（以签发W与V字头车牌闻名），以及前身为第三电视学院的Zetro大厦（现为国民服务计划总部）。

### 商业设施
主要购物中心包括永旺旺沙玛珠店（原Jusco/Alpha Angle）、永旺霸市（原家乐福）、旺沙逍遥游商场、巨人霸市，以及文良港百乐广场。

### 教育机构
区内高等教育学府涵盖拉曼理工大学主校区、拉曼学前教育学院及拉曼技职学院，形成完整教育体系。区内的旺沙玛珠华小在2008年获得教育部批准成立，2012年获得土地赞助后在2014年杪落成，并于2015年正式开课启用。

### 其他设施
- 马来西亚电讯公司旺沙玛珠通讯枢纽
- 旺沙玛珠轻快铁站
- 比·南利纪念馆

## 交通网络

### 公共交通

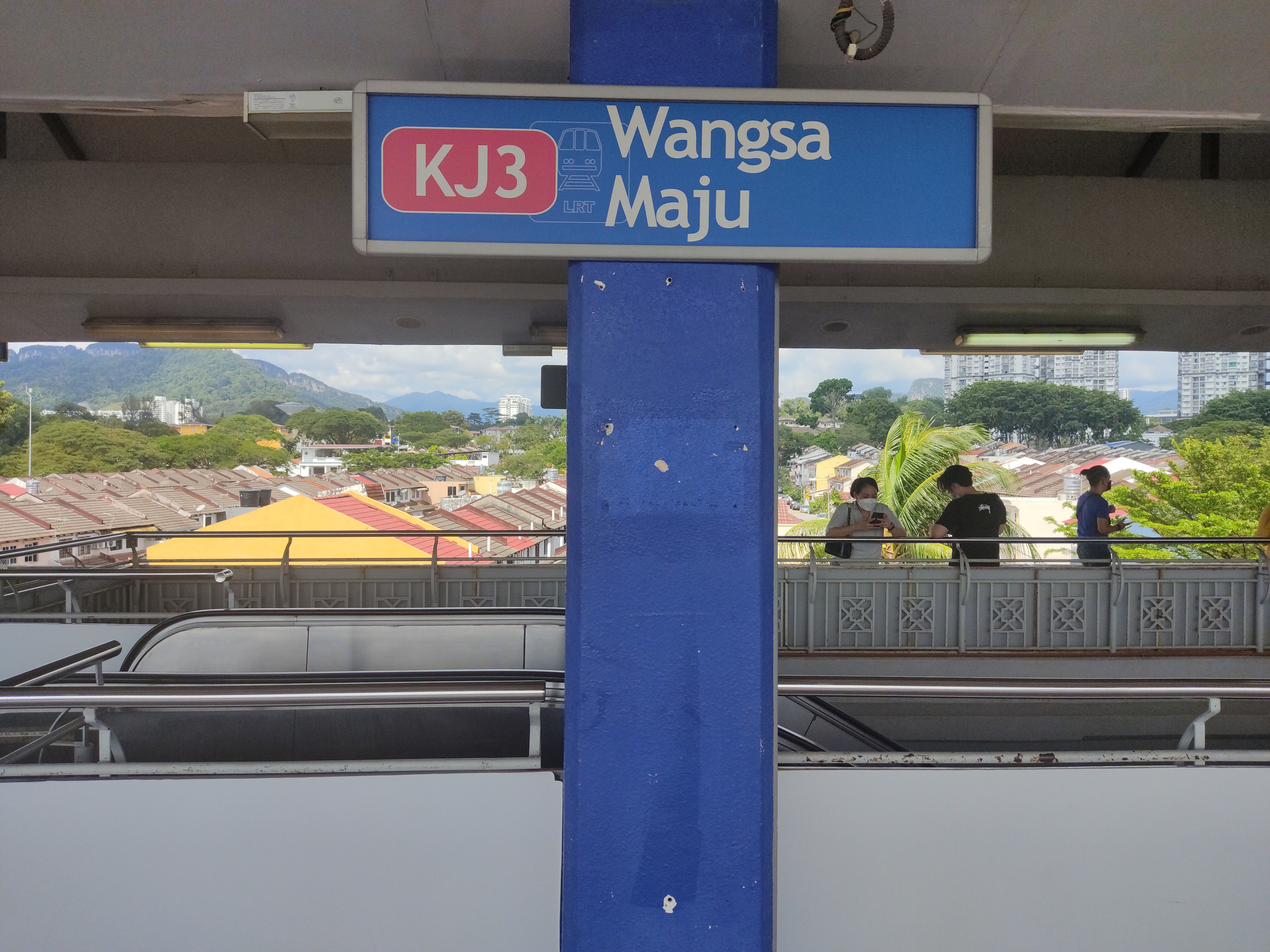
旺沙玛珠轻快铁站

区内设 KJ3 旺沙玛珠站与 KJ4 南北花園站两座吉隆坡快捷通轻快铁站，隶属于格拉那再也线。

### 道路系统
主干道云顶吉冷路（联邦2号公路）连接吉隆坡市中心与旺沙玛珠，吉隆坡第二中环公路（联邦28号公路）服务安邦与班登英达方向车流，大使路—淡江大道贯穿南部区域。另有联邦68号公路通往鹅唛与文冬方向。

## 政治
旺沙玛珠国会议席（P116）涵盖第1、2、4区及鹅唛、翠湖园等地，部分区域划归斯迪亚旺沙国会议席管辖，导致行政归属与选民登记存在混淆。市政局在该区设立的"斯迪亚旺沙分局"与鹅唛路的"旺沙玛珠分局"并存，反映选区划分复杂性。该席位于2004年由马华公会候选人姚长禄首度代表，2008年人民公正党黄朱强以151票优势胜选并连任两届。
现任议员为希盟公正党籍的查希尔哈山，他在第15届大选中以20,696票多数优势胜出。斯迪亚旺沙选区]]则涵盖云顶吉冷路以南部分旺沙玛珠区域，现任议员为同属希盟-公正党的聂纳兹米。